# Рама (река)
Река Рама протиче кроз општину Прозор у северној Херцеговини. Река извире код села Варвара, а улива се у Неретву са десне стране код села Устирама. Године 1968. изграђена је брана висока 100 метара која је потопила долину реке и претворила је у Рамско језеро. Језеро је дуго 7,5 km, а широко 4,6. Мањи део доњег слива Раме је потопљен Јабланичким језером 1955. 